# KOKO (sala de conciertos)
KOKO (anteriormente The Music Machine y Camden Palace) es una sala de conciertos y antiguo teatro ubicada Camden Town, Londres. El edificio fue conocido como Camden Palace desde 1982 hasta 2004 en que fue adquirido y completamente restaurado por Oliver Bengough y Mint Entertainment. Desde entonces el club es conocido como KOKO, convirtiéndose en una de las más conocidas salas de conciertos de la capital británica.

## Historia
El Camden Theatre abrió sus puertas en el Boxing Day de 1900. Con una capacidad para 2.434 espectadores fue uno de los mayores teatros del West End londinense. Fue diseñado por el arquitecto W. G. R. Sprague e inaugurado por Ellen Terry, una de las más famosas actrices británicas del momento, quien había vivido en la cercana Stanhope Street cuando era niña.
El 6 de diciembre de 1909 fue reabierto como teatro de variedades bajo el nombre de Camden Hippodrome Theatre. En 1911 comenzó a incorporar películas a su programación y en enero de 1913 se convirtió en cine con el nombre de Camden Hippodrome Picture Theatre. En enero de 1928, el teatro fue adquirdo por el Gaumont British cinema circuit.
Cerrado durante la Segunda Guerra Mundial, sobrevivió a muchos edificios similares, incluido el otro gran teatro de Camden Town, el Bedford Theatre, en gran medida debido a que se convirtió un teatro de la BBC radio desde 1945 y por ser declarado monumento clasificado desde 1972. Entre las primeras series semanales que se emitieron desde allí figura el programa de Richard Tauber (1945-47). Otros programas grabados en el teatro fueron The Goon Show y Monty Python's Flying Circus (2 de mayo de 1970) hasta que la BBC se trasladó al Golders Green Hippodrome en 1972.
En 1977 la sala fue rebautizada como The Music Machine. En 1979 fue el escenario principal de la película The Music Machine. La sala se hizo popular entre la formaciones de new wave y las primeras bandas punk, acogiendo actuaciones de grupos como The Boomtown Rats, The Clash y The Dickies. Fue el lugar donde el vocalista de AC/DC, Bon Scott fue visto por última vez, justo antes de su fallecimiento en 1980.
En 1982 el local fue renombrado de nuevo como Camden Palace. Durante este período albergó sesiones de rock los martes y de electro trance los viernes noche. También acogió la primera actuación de Madonna en el Reino Unido.

## 2004 restauración y reapertura
Para el año 2004 el Palacio de Camden estaba deteriorado y en un estado avanzado de abandono. Ese año, el teatro fue comprado por Oliver Bengough y su compañía Mint Entertainment. Bengough vio el potencial del teatro y se embarcó en un multimillonario proceso de restauración que se prolongó a largo de más de seis meses. La nueva sala contaría con un renovado equipamiento técnico que permitiría la realización de conciertos, eventos corporativos y producciones de televisión.

## Eventos notables
The Rolling Stones acturaron el 19 de marzo de 1964 y The Faces el 10 de marzo de 1972. Ese mismo año, el teatro albergó una edición especial del programa radiofónico The Goon Show con motivo del 50 aniversario de la BBC, titulado The Last Goon Show of All, al evento acudieron varios miembros de la Familia Real Británica. 
El viernes 14 de noviembre de 1980, The Music Machine acogió el concierto insólito de la banda "revival Mod" The Chords en el que los miembros del grupo se mostraron abiertamente hostiles entre ellos, lo que motivó que, tras el espectáculo, el cantante Billy Hassett dejara la formación, siendo sustituido más tarde por Kip Herring.
En 1985, Steve Marriott actuó allí con su banda, Packet Of Three.
En 2005, un año después de su restauración, Coldplay escogió KOKO para el lanzamiento de su álbum "X&Y". Ese mismo año, Madonna también presentaría su álbum Confessions on a Dance Floor.
En 2006, Elton John organizó una fiesta benéfica en la sala con la participación de Natalie Imbruglia, Elle Macpherson, Jade Jagger, and Kevin Spacey.
Prince interpretó un concierto secreto en KOKO en 2007, su primera actuación en el Reino Unido en diez años, que contó con la asistencia de David Walliams, Damien Hirst, Will Young, Sophie Ellis-Bextor, David Furnish, Boy George y Pete Burns. La banda norteamericana My Chemical Romance también realizó un concierto privado en KOKO en 2007 organizado por Radio 1. The Disney Channel usó KOKO para grabar el Hannah Montana's Live in London.
En 2009, KOKO organizó el iTunes festival, que se prolongó a lo largo de más de 30 noche y que contó con invitados como N.E.R.D, Paul Weller, James Blunt, Calvin Harris y Dizzee Rascal, así como la asistencia de 45.000 espectadores.
En 2010 KOKO participó en la recaudación de fondos a favor del Institute of Contemporary Arts contando con las actuaciones de Lily Allen y Bryan Ferry así como con la asistencia de Vivienne Westwood, Damien Hirst y Tracey Emin.
Desde su restauración, el club ha acogido las actuaciones de artistas de la talla de Al Murray, Irfan Latif, Don Broco, Red Hot Chili Peppers, Madonna, Christina Aguilera, Prince, Coldplay, Tori Kelly, Katy B, My Chemical Romance, Oasis, Wet Wet Wet, Bruno Mars, Thom Yorke, Amy Winehouse, La Roux, Skrillex, Lady Gaga, The Killers, Kanye West, Katy Perry, Lily Allen, Demi Lovato, Usher, Noel Gallagher, Swedish House Mafia, Natalia Lafourcade.